# 1856 في الولايات المتحدة
فيما يلي قوائم الأحداث التي وقعت خلال عام 1856 في الولايات المتحدة.

## سياسة

### تعيين في المنصب
- 1 يناير – ستانلي ماثيوز عضو مجلس ولاية أوهايو.
- 6 يناير – آرثر ماك آرثر نائب حاكم ولاية ويسكونسن [الإنجليزية]‏،حاكم ولاية ويسكونسن [الإنجليزية]‏.
- 14 يناير – سلمون بورتلاند تشيس حاكم ولاية أوهايو  [لغات أخرى]‏.
- 9 سبتمبر – جون وايت جيري حاكم كانساس [الإنجليزية]‏.

### انتهاء فترة المنصب
- 1 يناير – جوزيف جونسون حاكم فرجينيا [الإنجليزية]‏.
- 25 مارس – آرثر ماك آرثر حاكم ولاية ويسكونسن [الإنجليزية]‏.
- 10 أكتوبر – ستيفن رويس حاكم فيرمونت [الإنجليزية]‏.
- 9 نوفمبر – جون ميدلتون كلايتون عضو مجلس الشيوخ الأمريكي.
- 31 ديسمبر – مايرون هولى كلارك حاكم نيويورك [الإنجليزية]‏.

## مواليد

### يناير
- 9 يناير – جيمس فرانكلين بيل ضابط من الولايات المتحدة الأمريكية.[1]
- 9 يناير – جيمس هاي سياسي أمريكي.[2]

### فبراير
- 2 فبراير – روبرت لاثام أوين سياسي أمريكي.[3]
- 17 فبراير – فريدريك يوجين ايفيس[4]
- 19 فبراير – كارل باروس فيزيائي من الولايات المتحدة.

### مارس
- 15 مارس – جون ك ريتشاردز سياسي أمريكي.
- 20 مارس – فريدريك وينسلو تايلور[5]
- 20 مارس – ويب هايز[6]

### أبريل
- 5 أبريل – بوكر تي واشنطن.[7]
- 5 أبريل – إروين هينكلي بربور جيولوجي وعالم حفريات أمريكي توفي (10 مايو 1947).
- 22 أبريل – توماس ميتشل كامبل سياسي أمريكي.[8]
- 23 أبريل – جرانفيل وودز.[9]

### مايو
- 6 مايو – روبرت إدوين بيري[10]
- 15 مايو – ليمان فرانك بوم[11]

### يونيو
- 19 يونيو – ألبرت هابرد[12]

### يوليو
- 21 يوليو – لويز بلانشارد بيتون مهندسة معمارية أمريكية.[13]

### أغسطس
- 18 أغسطس – فرانك وايلاند هيغينز سياسي أمريكي.[14]

### سبتمبر
- 3 سبتمبر – لويس سوليفان مهندس معماري أمريكي.[15]
- 4 سبتمبر – فرانكلين سمنر ايرل[16]
- 11 سبتمبر – إدغار الكسندر ميرنز[17]
- 28 سبتمبر – كيت دوجلاس ويجين كاتبة أمريكي.[18]

### أكتوبر
- 7 أكتوبر – جون الكسندر رسام توضيحي أمريكي.[19]
- 19 أكتوبر – إدموند ويلسون[20]

### نوفمبر
- 1 نوفمبر – ماري هانفورد فورد[21]
- 7 نوفمبر – وليام آر قرين سياسي أمريكي.[22]
- 13 نوفمبر – لويس برانديز[23]

### ديسمبر
- 5 ديسمبر – أليس براون[24]
- 22 ديسمبر – فرانك بيلينجز كيلوج سياسي أمريكي.[25]
- 28 ديسمبر – وودرو ويلسون سياسي أمريكي.[26]

## وفيات

### يناير
- 1 يناير – جون م بيرين (مواليد 1781) سياسي أمريكي.[27]

### مارس
- 2 مارس – جورج الويلزي أوينز (مواليد 1786) سياسي أمريكي.[28]
- 20 مارس – ديفيد كونر (مواليد 1792) ضابط من الولايات المتحدة الأمريكية.[29]

### مايو
- 31 مايو – جون ميلتون نيليز (مواليد 1787) سياسي أميركي.[30]

### يوليو
- 9 يوليو – ألفريد كوثبرت (مواليد 1785) سياسي أمريكي.[31]

### سبتمبر
- 23 سبتمبر – عزرا مييش (مواليد 1773) سياسي أمريكي.[32]

### أكتوبر
- 7 أكتوبر – وليام هول (مواليد 1775) سياسي من الولايات المتحدة الأمريكية.[33]

### نوفمبر
- 2 نوفمبر – توماس لي (مواليد 1780) سياسي أمريكي.[34]
- 9 نوفمبر – جون ميدلتون كلايتون (مواليد 1796) سياسي أمريكي.[35]
- 17 نوفمبر – جون إيتون (مواليد 1790) سياسي أمريكي.[36]